# Cleiton Kanu
Cleiton Januário Franco còn được gọi là Cleiton Kanu (sinh ngày 17 tháng 5 năm 1985) là một cựu cầu thủ bóng đá người Brasil từng thi đấu ở vị trí tiền đạo.

## Danh hiệu
- Volyn Lutsk[1]
  - Ukrainian First League: Á quân mùa giải 2010